# Pfarrhaus (Unterhofkirchen)

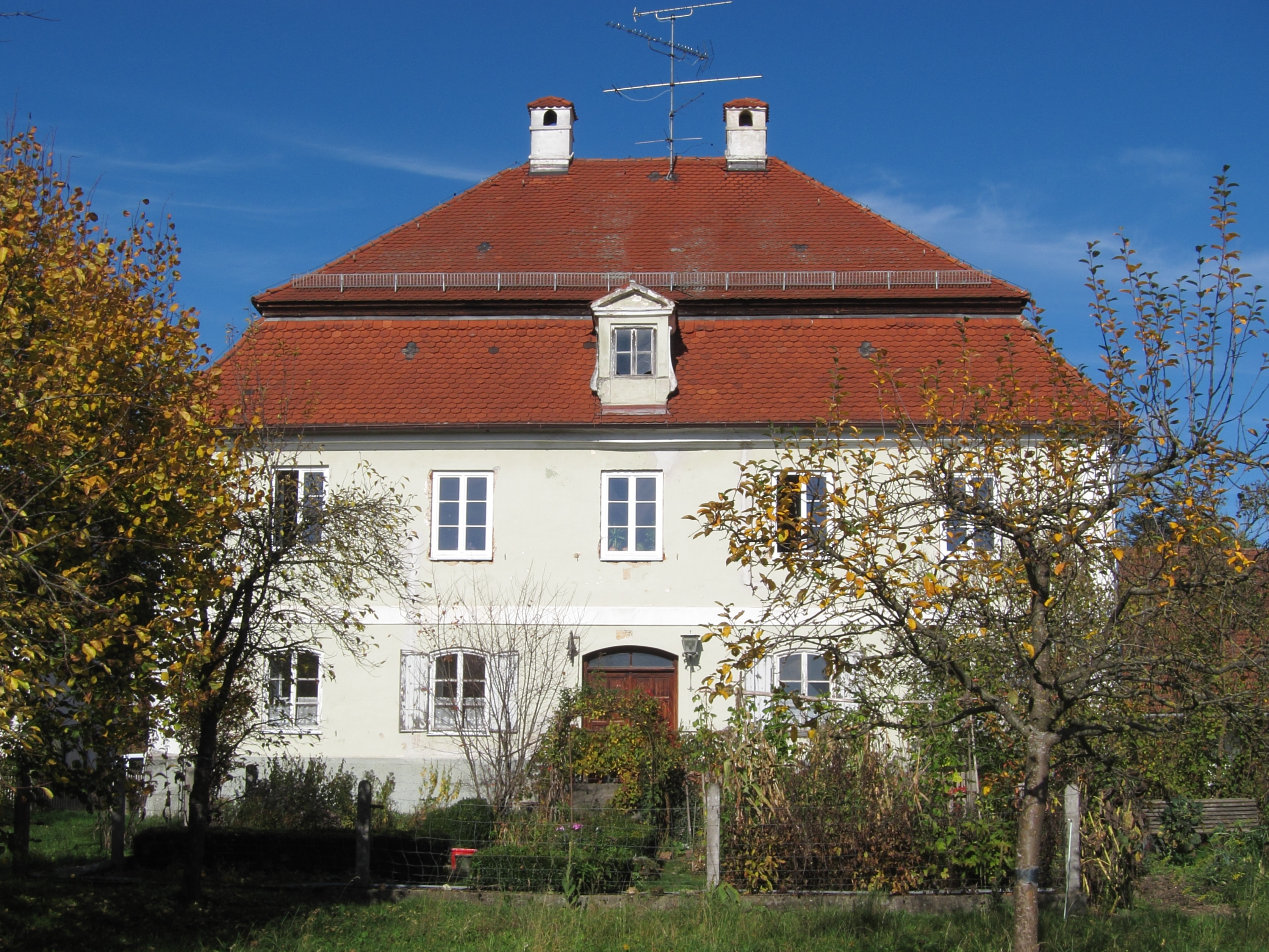
Pfarrhaus in Unterhofkirchen

Das Pfarrhaus in Unterhofkirchen, einem Gemeindeteil von Taufkirchen im oberbayerischen Landkreis Erding, wurde zwischen 1740 und 1747 errichtet. Das barocke Pfarrhaus ist ein geschütztes Baudenkmal.
Das zweigeschossige ehemalige Pfarrhaus mit Mansardwalmdach besitzt fünf zu drei Fensterachsen.